# Liste des lieux patrimoniaux de la Capitale-Nationale

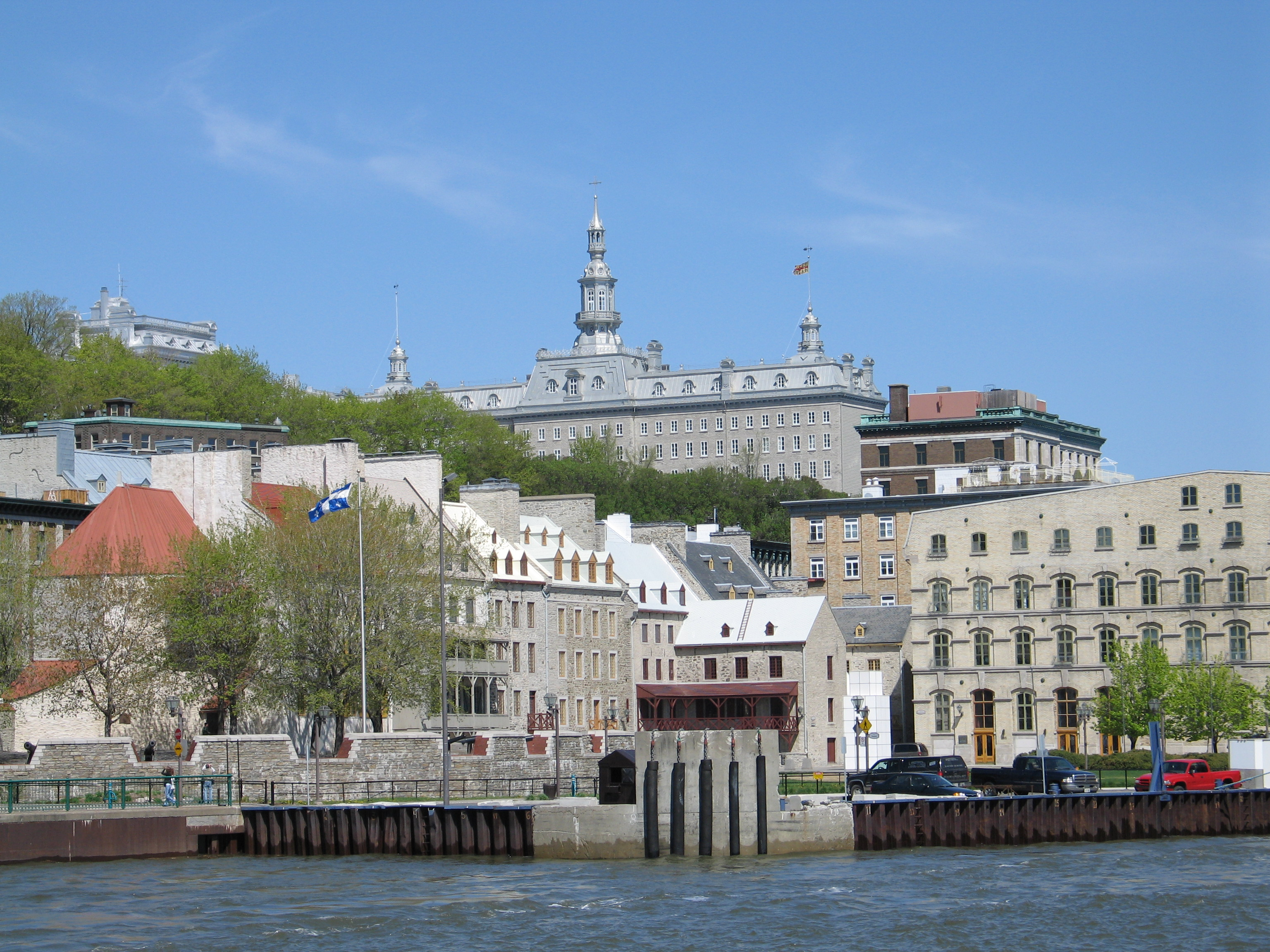
L'arrondissement historique du Vieux-Québec et en Haute-Ville le Grand Séminaire de Québec

Cet article recense les lieux patrimoniaux de la Capitale-Nationale inscrits au répertoire des lieux patrimoniaux du Canada, qu'ils soient de niveau provincial, fédéral ou municipal.
La ville de Québec est traitée dans la liste des lieux patrimoniaux de Québec.

## Liste des lieux patrimoniaux
- Haut – A
- B
- C
- D
- E
- F
- G
- H
- I
- J
- K
- L
- M
- N
- O
- P
- Q
- R
- S
- T
- U
- V
- W
- X
- Y
- Z

| [ 1 ]                                                                 | Lieu patrimonial                                                         | Illustration                                                 | Municipalité | Adresse                       | Coordonnées           | No     | Constr.              | Prot.                     | Rec.                                     | Notes  |
| --------------------------------------------------------------------- | ------------------------------------------------------------------------ | ------------------------------------------------------------ | --- | ----------------------------- | --------------------- | ------ | -------------------- | ------------------------- | ---------------------------------------- | ------ |
| P                                                                     | Domaine Cimon                                                            | Téléverser                                                   | Baie-Saint-Paul | 50, Rue Saint-Jean-Baptiste   | 47.443028 -70.506056  | 10165  |                      | SH classé Radié SH classé | 27 mai 1977 10 juin 1981 2 décembre 1981 | [ 3 ]  |
| P                                                                     | Moulin du Gouffre                                                        | Téléverser                                                   | Baie-Saint-Paul | 8, chemin Sainte-Croix        | 47.514944 -70.498389  | 4930   |                      | MH classé                 | 21 juin 1965                             |        |
| M                                                                     | Pont couvert de Saint-Placide-de-Charlevoix                              | Pont couvert de Saint-Placide-de-Charlevoix                  | Baie-Saint-Paul | Rang de Saint-Placide Sud     | 47.408194 -70.617889  | 9780   |                      | MH cité                   | 29 octobre 2002                          |        |
| M                                                                     | Caveau à légumes                                                         | Caveau à légumes                                             | Beaupré | 11486, avenue Royale          | 47.045722 -70.881611  | 11205  |                      | MH cité                   | 17 décembre 2007                         |        |
| M                                                                     | Maison de Claude-Gilbert-et-Claire-Gagnon                                | Maison de Claude-Gilbert-et-Claire-Gagnon                    | Boischatel | 5056, avenue Royale           | 46.892 -71.142861     | 4864   |                      | MH cité                   | 18 novembre 1991                         | [ 4 ]  |
| P                                                                     | Maison Jacob                                                             | Maison Jacob                                                 | Boischatel | 5361, avenue Royale           | 46.896944 -71.135972  | 5645   |                      | MH classé                 | 20 septembre 1973                        | [ 5 ]  |
| M                                                                     | Maison Léonidas-Vézina                                                   | Maison Léonidas-Vézina                                       | Boischatel | 5490, avenue Royale           | 46.900306 -71.12775   | 10714  |                      | MH cité                   | 7 mars 2005                              |        |
| M                                                                     | Maison Pageau                                                            | Maison Pageau                                                | Boischatel | 258, rue du Bataillon         | 46.894444 -71.13975   | 4860   |                      | MH cité                   | 18 novembre 1991                         |        |
| M                                                                     | Maison Vézina                                                            | Maison Vézina                                                | Boischatel | 171, rue des Grenadiers       | 46.891861 -71.142472  | 4862   |                      | MH cité                   | 18 novembre 1991                         | [ 4 ]  |
| P                                                                     | Manoir de Charleville                                                    | Manoir de Charleville                                        | Boischatel | 5580, avenue Royale           | 46.903556 -71.121139  | 4475   |                      | MH classé                 | 19 octobre 1965                          | [ 6 ]  |
| P                                                                     | Site historique de la Chute-Montmorency                                  | Site historique de la Chute-Montmorency                      | Boischatel Québec |                               | 46.890222 -71.144472  | 4112   |                      | SH classé SH classé       | 15 décembre 1994 21 octobre 2004         |        |
| P                                                                     | Église de Sainte-Famille                                                 | Église de Sainte-Famille                                     | Cap-Santé | Côte du Quai                  | 46.670683 -71.787583  | 8859   |                      | MH classé                 | 22 août 1986                             | [ 7 ]  |
| F                                                                     | Maison Pagé-Rinfret / maison Beaudry                                     | Maison Pagé-Rinfret / maison Beaudry                         | Cap-Santé | 66, rue du Roy                | 46.671747 -71.783649  | 12893  |                      | LHN                       | 8 mai 1969                               |        |
| P                                                                     | Site historique de Sainte-Famille                                        | Site historique de Sainte-Famille                            | Cap-Santé | Côte du Quai                  | 46.670333 -71.786944  | 10226  |                      | SH classé                 | 22 août 1986                             | [ 8 ]  |
| P                                                                     | Site historique du Fort-Jacques-Cartier-et-du-Manoir-Allsopp             | Site historique du Fort-Jacques-Cartier-et-du-Manoir-Allsopp | Cap-Santé | 15, rue Notre-Dame            | 46.673083 -71.750667  | 13634  |                      | SH classé                 | 9 mars 1978                              |        |
| M                                                                     | Maison Guyon-Lessard                                                     | Maison Guyon-Lessard                                         | Château-Richer | 7753, avenue Royale           | 46.964056 -71.029361  | 13188  |                      | MH cité                   | 2 septembre 2008                         |        |
| P                                                                     | Maison Pierre-Thibault                                                   | Maison Pierre-Thibault                                       | Château-Richer | 8124, avenue Royale           | 46.972889 -71.015778  | 1721   |                      | MH reconnu                | 13 février 1978                          |        |
| M                                                                     | Site du patrimoine de la Place-de-l'Église                               | Site du patrimoine de la Place-de-l'Église                   | Château-Richer | Rue de l'Église               | 46.970056 -71.018389  | 13302  |                      | SP constitué              | 5 mai 1997                               |        |
| M                                                                     | Vieux couvent de Château-Richer                                          | Vieux couvent de Château-Richer                              | Château-Richer | 7976, Avenue Royale           | 46.968917 -71.018667  | 13234  |                      | MH cité                   | 2 septembre 2008                         |        |
| M                                                                     | Calvaire Alexandre-Naud                                                  | Calvaire Alexandre-Naud                                      | Deschambault-Grondines | Chemin du Roy                 | 46.634331 -71.967361  | 12393  |                      | MH cité                   | 14 juillet 2008                          |        |
| M                                                                     | Couvent de Deschambault                                                  | Couvent de Deschambault                                      | Deschambault-Grondines | 115, rue de l'Église          | 46.647417 -71.927528  | 10335  |                      | MH cité                   | 11 juin 2007                             |        |
| M                                                                     | École Saint-Charles-de-Grondines                                         | École Saint-Charles-de-Grondines                             | Deschambault-Grondines | 525, chemin Sir-Lomer-Gouin   | 46.592667 -72.043167  | 8612   |                      | MH cité                   | 15 janvier 2007                          |        |
| P                                                                     | Église de Saint-Charles-des-Grondines                                    | Église de Saint-Charles-des-Grondines                        | Deschambault-Grondines | Chemin Sir-Lomer-Gouin        | 46.592583 -72.042056  | 12373  |                      | MH classé                 | 30 juillet 1987                          |        |
| P                                                                     | Église de Saint-Joseph                                                   | Église de Saint-Joseph                                       | Deschambault-Grondines | Rue de l'Église               | 46.648 -71.927861     | 11329  |                      | MH classé MH classé       | 3 janvier 1957 9 avril 1964              | [ 9 ]  |
| P                                                                     | Maison de la Veuve-Groleau                                               | Maison de la Veuve-Groleau                                   | Deschambault-Grondines | 200, chemin du Roy            | 46.650638 -71.928111  | 4928   |                      | MH classé                 | 24 février 1971                          |        |
| P                                                                     | Maison Delisle                                                           | Maison Delisle                                               | Deschambault-Grondines | 172, chemin du Roy            | 46.657667 -71.925227  | 1722   |                      | MH classé                 | 4 juin 1963                              |        |
| M                                                                     | Maison Jean-Boudreau                                                     | Maison Jean-Boudreau                                         | Deschambault-Grondines | 128, chemin du Roy            | 46.670833 -71.921778  | 12385  |                      | MH cité                   | 11 juillet 2005                          |        |
| P                                                                     | Maison Sewell                                                            | Maison Sewell                                                | Deschambault-Grondines | 106, chemin du Roy            | 46.678583 -71.910583  | 1723   |                      | MH classé                 | 25 novembre 1978                         |        |
| P                                                                     | Moulin à vent de Grondines                                               | Moulin à vent de Grondines                                   | Deschambault-Grondines | 535, chemin des Ancêtres      | 46.588 -72.037778     | 1728   |                      | BA classé                 | 16 mars 1984                             |        |
| P                                                                     | Moulin de La Chevrotière                                                 | Moulin de La Chevrotière                                     | Deschambault-Grondines | 109, rue De Chavigny          | 46.627472 -71.98825   | 1724   |                      | MH classé                 | 16 décembre 1976                         |        |
| P                                                                     | Presbytère de Saint-Charles-des-Grondines                                | Presbytère de Saint-Charles-des-Grondines                    | Deschambault-Grondines | 490, chemin Sir-Lomer-Gouin   | 46.592028 -72.041028  | 5154   |                      | MH classé                 | 1er mars 1966                            |        |
| P                                                                     | Relais de poste de Deschambault                                          | Relais de poste de Deschambault                              | Deschambault-Grondines | 258, chemin du Roy            | 46.648167 -71.931778  | 1745   |                      | MH classé                 | 22 janvier                               |        |
| M                                                                     | Salle des Habitants                                                      | Salle des Habitants                                          | Deschambault-Grondines | 109, rue de l'Église          | 46.648333 -71.928417  | 12379  |                      | MH cité                   | 12 mai 2008                              |        |
| M                                                                     | Vieux presbytère de Deschambault                                         | Vieux presbytère de Deschambault                             | Deschambault-Grondines | 117, rue Saint-Joseph         | 46.648278 -71.926778  | 1726   |                      | MH classé MH classé       | 3 janvier 1957 9 avril 1965              | [ 9 ]  |
| M                                                                     | Chapelle Saint-Joseph-du-Lac                                             | Chapelle Saint-Joseph-du-Lac                                 | Fossambault-sur-le-Lac | Route de Fossambault          | 46.8905 -71.612194    | 8337   |                      | MH cité                   | 4 mai 1998                               |        |
| P                                                                     | Calvaire de Notre-Dame-de-l'Annonciation                                 | Calvaire de Notre-Dame-de-l'Annonciation                     | L'Ancienne-Lorette | Rue Notre-Dame                | 46.8005 -71.357639    | 13344  |                      | MH classé                 | 5 octobre 1971                           |        |
| P                                                                     | Maison Woodbury-Matte                                                    | Maison Woodbury-Matte                                        | L'Ancienne-Lorette | 1528, rue Saint-Paul          | 46.792444 -71.35725   | 9550   |                      | MH classé                 | 25 mai 1988                              |        |
| P                                                                     | Chapelle de procession Notre-Dame-de-Grâce                               | Chapelle de procession Notre-Dame-de-Grâce                   | L'Ange-Gardien | 6357, avenue Royale           | 46.9175 -71.089444    | 4933   |                      | MH classé                 | 16 décembre 1981                         |        |
| P                                                                     | Chapelle de procession Saint-Roch                                        | Chapelle de procession Saint-Roch                            | L'Ange-Gardien | Avenue Royale                 | 46.915167 -71.098056  | 4934   |                      | MH classé                 | 16 décembre 1981                         |        |
| P                                                                     | Maison Laberge                                                           | Maison Laberge                                               | L'Ange-Gardien | 14, rue Adrien-Laberge        | 46.918388 -71.091583  | 5026   |                      | MH classé                 | 2 mai 1974                               | [ 5 ]  |
| M                                                                     | Presbytère de L'Ange-Gardien                                             | Maison Laberge                                               | L'Ange-Gardien | 6357, avenue Royale           | 46.916 -71.094333     | 14241  |                      | MH cité                   | 29 septembre 2009                        |        |
| P                                                                     | Chapelle de procession Saint-Isidore                                     | Chapelle de procession Saint-Isidore                         | L'Isle-aux-Coudres | Chemin des Coudriers          | 47.372111 -70.405203  | 5637   | 1836                 | MH classé                 | 1961                                     |        |
| P                                                                     | Chapelle de procession Saint-Pierre                                      | Chapelle de procession Saint-Pierre                          | L'Isle-aux-Coudres | Chemin des Coudriers          | 47.370167 -70.410056  | 5638   | 1937                 | MH classé                 | 1961                                     |        |
| P                                                                     | Maison Bouchard                                                          | Maison Bouchard                                              | L'Isle-aux-Coudres | 260, chemin du Ruisseau-Rouge | 47.372222 -70.397306  | 4247   | 1728 à 1750 (entre)  | MH classé                 | 1962                                     |        |
| P                                                                     | Maison Leclerc                                                           | Maison Leclerc                                               | L'Isle-aux-Coudres | 114, chemin de La Baleine     | 47.397583 -70.355306  | 5646   |                      | MH classé                 | 1960                                     |        |
| P                                                                     | Moulin à eau de L'Isle-aux-Coudres                                       | Moulin à eau de L'Isle-aux-Coudres                           | L'Isle-aux-Coudres | 36, chemin du Moulin          | 47.372889 -70.399333  | 4939   | 1826                 | MH classé                 | 1963                                     |        |
| P                                                                     | Moulin à vent de L'Isle-aux-Coudres                                      | Moulin à eau de L'Isle-aux-Coudres                           | L'Isle-aux-Coudres | 247, chemin du Moulin         | 47.372528 -70.3995    | 4859   | 1836                 | SH classé                 | 1962                                     |        |
| F                                                                     | Arrondissement historique de La Malbaie                                  | Arrondissement historique de La Malbaie                      | La Malbaie |                               | 47.620556 -70.145645  | 16521  |                      | LNH                       | 8 juin 2007                              |        |
| P                                                                     | Église de Sainte-Agnès                                                   | Téléverser                                                   | La Malbaie | Rue du Patrimoine             | 47.662694 -70.269306  | 12374  |                      | MH classé                 | 28 décembre 1960                         |        |
| P                                                                     | Forge-menuiserie Cauchon                                                 | Téléverser                                                   | La Malbaie | 323, chemin de la Vallée      | 47.672861 -70.163417  | 1738   |                      | MH classé                 | 8 juin 1983                              |        |
| M                                                                     | Forge Riverin                                                            | Téléverser                                                   | La Malbaie | 218, rue Saint-Étienne        | 47.656917 -70.153806  | 8276   |                      | MH cité                   | 25 janvier 2006                          |        |
| M                                                                     | Grange-étable Bhérer                                                     | Téléverser                                                   | La Malbaie | 215, rue Saint-Raphaël        | 47.661417 -70.11075   | 6866   |                      | MH cité                   | 25 janvier 2006                          |        |
| M                                                                     | Chapelle Saint-Dunstan                                                   | Chapelle Saint-Dunstan                                       | Lac-Beauport | chemin de la Chapelle         | 46.9485 -71.282389    | 13119  |                      | MH cité                   | 1er octobre 2007                         |        |
| M                                                                     | Chapelle Saint-James                                                     | Chapelle Saint-James                                         | Lac-Beauport | Chemin Saint-James            | 46.952361 -71.284917  | 8730   |                      | MH cité                   | 1er octobre 2007                         |        |
| M                                                                     | Maison Simons                                                            | Maison Simons                                                | Lac-Beauport | 95, chemin du Brûlé           | 46.946222 -71.302833  | 8731   | 1843                 | IP cité                   | 2007                                     |        |
| M                                                                     | Chapelle Notre-Dame-du-Lac-Sergent                                       | Chapelle Notre-Dame-du-Lac-Sergent                           | Lac-Sergent | chemin de la Chapelle         | 46.864333 -71.726389  | 8417   |                      | MH cité                   | 19 août 2002                             |        |
| P                                                                     | Bateau Le Saint-André                                                    | Bateau Le Saint-André                                        | Les Éboulements |                               | 47.455339 -70.362361  | 4861   |                      | BH classé                 | 19 octobre 1978                          |        |
| F                                                                     | Chantier maritime de Saint-Joseph-de-la-Rive                             | Chantier maritime de Saint-Joseph-de-la-Rive                 | Les Éboulements | 305, rue de l'Église          | 47.45659 -70.363355   | 13961  | 1946                 | LHN                       | 1997                                     |        |
| P                                                                     | Chapelle de procession de Saint-Nicolas                                  | Chapelle de procession de Saint-Nicolas                      | Les Éboulements | Rang Saint-Joseph             | 47.480056 -70.33525   | 4861   |                      | MH classé                 | 6 décembre 1961                          | [ 10 ] |
| P                                                                     | Goélette Marie-Clarisse II                                               | Goélette Marie-Clarisse II                                   | Les Éboulements | Rue de l'Église               | 47.455833 -70.361111  | 10258  | 1923                 | OP classé                 | 1978                                     |        |
| P                                                                     | Chapelle de procession Sainte-Anne                                       | Chapelle de procession Sainte-Anne                           | Neuville | Rue des Érables               | 46.69889 -71.5825     | 8304   |                      | MH classé                 | 6 octobre 1965                           | ,      |
| F                                                                     | Chapelle Sainte-Anne                                                     | Chapelle Sainte-Anne                                         | Neuville | 714, rue des Érables          | 46.69889 -71.5825     | 12910  |                      | LHN                       | 21 novembre 1999                         | [ 13 ] |
| P                                                                     | Chœur de l'Église-Saint-François-de-Sales                                | Chapelle Sainte-Anne                                         | Neuville | Rue des Érables               | 46.69808 -71.58358    | 11990  |                      | MH classé MH classé       | 3 janvier 1957 6 octobre 1965            | [ 11 ] |
| M                                                                     | Couvent de la congrégation de Notre-Dame                                 | Couvent de la congrégation de Notre-Dame                     | Neuville | 652, rue des Érables          | 46.69861 -71.58214    | 7970   | 1877                 | MH cité                   | 1996                                     |        |
| P                                                                     | Maison Darveau                                                           | Maison Darveau                                               | Neuville | 210, route 138                | 46.716 -71.55439      | 5035   | 1785 (vers)          | MH classé                 | 1976                                     |        |
| P                                                                     | Maison Denis                                                             | Maison Denis                                                 | Neuville | 1208, route 138               | 46.69967 -71.62581    | 1731   | 1760 (vers)          | MH classé                 | 1976                                     | [ 14 ] |
| P                                                                     | Maison Larue                                                             | Maison Larue                                                 | Neuville | 306, rue des Érables          | 46.7105 -71.56133     | 1733   |                      | MH classé                 | 1976                                     |        |
| P                                                                     | Maison Lefebvre                                                          | Maison Lefebvre                                              | Neuville | 741, rue des Érables          | 46.69756 -71.58608    | 4314   |                      | MH classé MH classé       | 1976 1978                                | [ 14 ] |
| P                                                                     | Maison Loriot                                                            | Maison Loriot                                                | Neuville | 96, route 138                 | 46.72064 -71.54414    | 5025   | 1768 (vers)          | MH classé                 | 1964                                     | [ 15 ] |
| P                                                                     | Maison Louis-Bernard                                                     | Maison Louis-Bernard                                         | Neuville | 713, rue des Érables          | 46.69767 -71.58417    | 5036   | 1806 (vers)          | MH classé                 | 1964                                     | [ 11 ] |
| P                                                                     | Maison Soulard                                                           | Maison Soulard                                               | Neuville | 11, route 138                 | 46.72447 -71.53761    | 1734   | 1767                 | MH classé                 | 1976                                     | [ 14 ] |
| P                                                                     | Manoir Édouard-Larue                                                     | Manoir Édouard-Larue                                         | Neuville | 624-625, rue des Érables      | 46.69917 -71.57972    | 6894   | 1835                 | MH classé                 | 1976                                     |        |
| F                                                                     | Cimetière de l'Hôpital-Général-de-Québec                                 | Cimetière de l'Hôpital-Général-de-Québec                     | Notre-Dame-des-Anges | Rue Saint-Anselme             | 46.814482 -71.23179   | 7873   |                      | LHN                       | 15 décembre 1998                         |        |
| P                                                                     | Hôpital général de Québec                                                | Hôpital général de Québec                                    | Notre-Dame-des-Anges | 260, boulevard Langelier      | 46.814194 -71.233361  | 7958   |                      | SH classé                 | 9 décembre 1977                          |        |
| M                                                                     | Site du patrimoine de Petite-Rivière-Saint-François                      | Téléverser                                                   | Petite-Rivière-Saint-François | Rue Principale                | 47.286667 -70.571667  | 10185  |                      | SP constitué              | 14 octobre 1997                          |        |
| M                                                                     | Ensemble institutionnel de Pont-Rouge                                    | Ensemble institutionnel de Pont-Rouge                        | Pont-Rouge | Rue Dupont                    | 46.755777 -71.696167  | 13736  |                      | SP constitué              | 1er octobre 2001                         |        |
| P                                                                     | Moulin Marcoux                                                           | Moulin Marcoux                                               | Pont-Rouge | 1, boulevard Notre-Dame       | 46.756278 -71.699444  | 4453   |                      | MH reconnu                | 12 octobre 1978                          |        |
| P                                                                     | Site de pêche Déry                                                       | Site de pêche Déry                                           | Pont-Rouge | Rue Déry                      | 46.744 -71.694944     | 10170  |                      | SH classé                 | 5 juillet 1984                           |        |
| P                                                                     | Calvaire de Notre-Dame-des-Sept-Douleurs                                 | Calvaire de Notre-Dame-des-Sept-Douleurs                     | Portneuf | Rue Notre-Dame                | 46.69775 -71.887333   | 1648   | 1885                 | IP classé                 | 1974                                     |        |
| M                                                                     | Église Saint-John-the-Evangelist                                         | Église Saint-John-the-Evangelist                             | Portneuf | 92, 1re Avenue                | 46.694056 -71.877333  | 7972   |                      | MH cité                   | 12 mars 2007                             |        |
| M                                                                     | Manoir de la Baronnie-de-Portneuf                                        | Manoir de la Baronnie-de-Portneuf                            | Portneuf | 100, 1re Avenue               | 46.694194 -71.878     | 12002  |                      | MH cité                   | 8 juin 1998                              | [ 16 ] |
| P                                                                     | Manoir de la Baronnie-de-Portneuf                                        | Manoir de la Baronnie-de-Portneuf                            | Portneuf | 100, 1re Avenue               | 46.694194 -71.878     | 8601   |                      | MH reconnu                | 23 juin 2005                             | [ 17 ] |
| Pour la ville de Québec, voir Liste des lieux patrimoniaux de Québec. |                                                                          |                                                              | |                               |                       |        |                      |                           |                                          |        |
| M                                                                     | Site patrimonial de Rivière-à-Pierre                                     | Site patrimonial de Rivière-à-Pierre                         | Rivière-à-Pierre | rue de l'Église Est           | 46.997889, -72.178694 | 238889 |                      | SP constitué              | 14 mai 2025                              |        |
| M                                                                     | Ancienne centrale hydroélectrique Saint-Alban 2                          | Ancienne centrale hydroélectrique Saint-Alban 2              | Saint-Alban |                               | 46.706806 -72.0825    | 10181  | 1927                 | IP cité                   | 2002                                     |        |
| P                                                                     | Maison Quézel                                                            | Maison Quézel                                                | Saint-Augustin-de-Desmaures | 514, chemin du Roy            | 46.726778 -71.532278  | 10874  |                      | MH reconnu                | 25 mars 1977                             |        |
| M                                                                     | Édifice des Chevaliers de Colomb                                         | Édifice des Chevaliers de Colomb                             | Saint-Casimir | 405, rue Tessier Est          | 46.656006 -72.139361  | 13300  | 1948                 | MH cité                   | 2009                                     |        |
| M                                                                     | Vieux couvent de Saint-Casimir                                           | Vieux couvent de Saint-Casimir                               | Saint-Casimir | 370, boulevard de la Montagne | 46.657139 -72.141833  | 15235  |                      | MH cité                   | 14 avril 2009                            |        |
| P                                                                     | Maison Côté                                                              | Maison Côté                                                  | Saint-Ferréol-les-Neiges | 3182, avenue Royale           | 47.108389 -70.858889  | 12386  |                      | MH classé                 | 12 février 1965                          |        |
| P                                                                     | Maison Simard                                                            | Maison Simard                                                | Saint-Ferréol-les-Neiges | 2078, avenue Royale           | 47.085944 -70.884444  | 10588  |                      | MH classé                 | 28 juin 1972                             | [ 18 ] |
| P                                                                     | École de fabrique de Saint-François                                      | École de fabrique de Saint-François                          | Saint-François-de-l'Île-d'Orléans | 339, chemin Royal             | 47.0025 -70.8125      | 13045  | 1830                 | IP classé IP classé       | 1957 1966                                | [ 19 ] |
| P                                                                     | Église de Saint-François                                                 | Église de Saint-François                                     | Saint-François-de-l'Île-d'Orléans | Chemin Royal                  | 47.002 -70.812722     | 13863  |                      | MH classé                 | 3 janvier 1957                           | [ 19 ] |
| P                                                                     | Maison Chrétien                                                          | Maison Chrétien                                              | Saint-François-de-l'Île-d'Orléans | 137, chemin Royal             | 47.00753 -70.88558    | 9334   |                      | MH classé                 | 1971                                     | [ 19 ] |
| P                                                                     | Maison Imbeau                                                            | Maison Imbeau                                                | Saint-François-de-l'Île-d'Orléans | 102, chemin du Maître-Chantre | 47.019389 -70.849361  | 10642  | 1750 (avant)         | IP classé                 | 1968                                     | [ 19 ] |
| P                                                                     | Maison Louis-Asselin                                                     | Maison Louis-Asselin                                         | Saint-François-de-l'Île-d'Orléans | 135, chemin Royal             | 47.005639 -70.884333  | 11330  |                      | MH classé                 | 5 avril 1968                             | [ 19 ] |
| P                                                                     | Maison Roberge                                                           | Maison Roberge                                               | Saint-François-de-l'Île-d'Orléans | 152, chemin Royal             | 47.005361 -70.877667  | 12384  | 1700 et 1799 (entre) | IP classé                 | 30 juillet 1968                          | [ 19 ] |
| P                                                                     | Arrondissement historique de l'Île-d'Orléans                             | Arrondissement historique de l'Île-d'Orléans                 | Saint-François-de-l'Île-d'Orléans Saint-Jean-de-l'Île-d'Orléans Saint-Laurent-de-l'Île-d'Orléans Saint-Pierre-de-l'Île-d'Orléans Sainte-Famille Sainte-Pétronille |                               | 46.865111 -71.104     | 4205   |                      | AH décrété                | 11 mars 1970                             |        |
| F                                                                     | Seigneurie de l’Île-d’Orléans                                            | Seigneurie de l’Île-d’Orléans                                | Saint-François-de-l'Île-d'Orléans Saint-Jean-de-l'Île-d'Orléans Saint-Laurent-de-l'Île-d'Orléans Saint-Pierre-de-l'Île-d'Orléans Sainte-Famille Sainte-Pétronille |                               | 46.865111 -71.104     | 13574  |                      | LHN                       | 22 juin 1990                             |        |
| F                                                                     | Bureau administratif de la Station de recherche forestière de Valcartier | Téléverser                                                   | Saint-Gabriel-de-Valcartier | 41, rue Murphy                | 46.949951 -71.496127  | 13535  |                      | ÉFP reconnu               | 29 novembre 2007                         |        |
| P                                                                     | Église de Saint-Jean                                                     | Église de Saint-Jean                                         | Saint-Jean-de-l'Île-d'Orléans | Chemin Royal                  | 46.920306 -70.890139  | 10951  |                      | MH classé                 | 3 janvier 1957                           | [ 19 ] |
| P                                                                     | Maison Hébert-Dit-Lecompte                                               | Maison Hébert-Dit-Lecompte                                   | Saint-Jean-de-l'Île-d'Orléans | 3404, chemin Royal            | 46.953417 -70.861111  | 9343   | 1750 et 1800 (entre) | IP classé                 | 1964                                     | [ 19 ] |
| P                                                                     | Manoir Mauvide-Genest                                                    | Manoir Mauvide-Genest                                        | Saint-Jean-de-l'Île-d'Orléans | 1451, chemin Royal            | 46.914083 -70.902556  | 13121  |                      | IP classé                 | 8 décembre 1971                          | ,      |
| F                                                                     | Manoir Mauvide-Genest                                                    | Manoir Mauvide-Genest                                        | Saint-Jean-de-l'Île-d'Orléans | 1451, chemin Royal            | 46.914083 -70.902556  | 12024  |                      | LHN                       | 20 novembre 1993                         | ,      |
| P                                                                     | Église de Saint-Joachim                                                  | Église de Saint-Joachim                                      | Saint-Joachim | Rue de l'Église               | 47.054639 -70.843694  | 12381  |                      | MH classé                 | 18 juin 1959                             | [ 11 ] |
| P                                                                     | La Grande-Ferme                                                          | La Grande-Ferme                                              | Saint-Joachim | 800, chemin du Cap-Tourmente  | 47.051694 -70.8185    | 1718   |                      | MH reconnu                | 28 juillet 1975                          |        |
| F                                                                     | La maison des Français                                                   | La maison des Français                                       | Saint-Joachim |                               | 47.076539 -70.781734  | 10852  |                      | ÉFP reconnu               | 9 juillet 1992                           |        |
| F                                                                     | La Petite-Ferme, maison                                                  | La Petite-Ferme, maison                                      | Saint-Joachim |                               | 47.065635 -70.793999  | 10233  |                      | ÉFP classé                | 9 juillet 1992                           |        |
| P                                                                     | Presbytère de Saint-Joachim                                              | Presbytère de Saint-Joachim                                  | Saint-Joachim | 165, rue de l'Église          | 47.054117 -70.844306  | 11424  |                      | MH classé MH classé       | 18 juin 1959 11 mai 1966                 | [ 11 ] |
| P                                                                     | Chalouperie Godbout                                                      | Chalouperie Godbout                                          | Saint-Laurent-de-l'Île-d'Orléans | 120, chemin de la Chalouperie | 46.859306 -71.014117  | 1690   |                      | MH classé                 | 12 octobre 1977                          | [ 19 ] |
| P                                                                     | Maison Gendreau                                                          | Maison Gendreau                                              | Saint-Laurent-de-l'Île-d'Orléans | 2387, chemin Royal            | 46.86033 -71.04686    | 5634   |                      | MH classé                 | 1977                                     | [ 19 ] |
| P                                                                     | Maison Louis-Pouliotte                                                   | Maison Louis-Pouliotte                                       | Saint-Laurent-de-l'Île-d'Orléans | 960, chemin Royal             | 46.873639 -70.981944  | 4565   | 1759                 | IP classé                 | 1973                                     | [ 19 ] |
| M                                                                     | Ancien couvent de Saint-Léonard                                          | Ancien couvent de Saint-Léonard                              | Saint-Léonard-de-Portneuf | 280, route du Moulin          | 46.890667 -71.906639  | 14587  |                      | MH cité                   | 3 mars 2008                              |        |
| M                                                                     | Noyau religieux de Saint-Léonard-de-Portneuf                             | Noyau religieux de Saint-Léonard-de-Portneuf                 | Saint-Léonard-de-Portneuf | Rue Principale                | 46.889972 -71.908139  | 11139  |                      | MH cité                   | 5 septembre 2000                         |        |
| P                                                                     | Ancienne église de Saint-Pierre                                          | Ancienne église de Saint-Pierre                              | Saint-Pierre-de-l'Île-d'Orléans | Chemin Royal                  | 46.88875 -71.07375    | 7039   |                      | MH classé                 | 5 novembre 1958                          | [ 19 ] |
| P                                                                     | Maison Leclerc                                                           | Maison Leclerc                                               | Saint-Pierre-de-l'Île-d'Orléans | 313, chemin Royal             | 46.8695 -71.111528    | 13158  | 1825 (avant)         | IP classé                 | 1970                                     | [ 19 ] |
| M                                                                     | Chapelle du cimetière                                                    | Chapelle du cimetière                                        | Saint-Raymond | Avenue Saint-Jacques          | 46.892611 -71.841861  | 8423   | 1915                 | IP cité                   | 2002                                     |        |
| M                                                                     | Chapelle Saint-Agricole                                                  | Chapelle Saint-Agricole                                      | Saint-Raymond | 1699, rang Saguenay           | 47.026694 -71.848694  | 8831   |                      | MH cité                   | 6 mai 2002                               |        |
| M                                                                     | Église Saint-Bartholomew                                                 | Église Saint-Bartholomew                                     | Saint-Raymond | 2327, Grand Rang              | 46.839306 -71.796944  | 7313   |                      | MH cité                   | 6 mai 2002                               |        |
| M                                                                     | Chalet Pepper-Daly                                                       | Téléverser                                                   | Saint-Urbain | Rue Saint-Édouard             | 47.52425 -70.529389   | 12369  |                      | MH cité                   | 4 mai 1998                               |        |
| P                                                                     | Grange Lajoie                                                            | Téléverser                                                   | Saint-Urbain | 231, rang Saint-Jean-Baptiste | 47.614056 -70.486222  | 13861  |                      | MH classé                 | 8 janvier 1975                           | [ 22 ] |
| M                                                                     | Basilique de Sainte-Anne-de-Beaupré                                      | Basilique de Sainte-Anne-de-Beaupré                          | Sainte-Anne-de-Beaupré | Avenue Royale                 | 47.023861 -70.928639  | 13929  |                      | MH cité                   | 2 avril 2001                             |        |
| M                                                                     | Couvent des Rédemptoristines                                             | Couvent des Rédemptoristines                                 | Sainte-Anne-de-Beaupré | 10079, avenue Royale          | 47.025361 -70.928888  | 8687   |                      | MH cité                   | 2 avril 2001                             |        |
| P                                                                     | Maison Racine                                                            | Maison Racine                                                | Sainte-Anne-de-Beaupré | 9050, avenue Royale           | 47.012111 -70.962306  | 1739   |                      | MH classé                 | 9 décembre 1975                          | [ 14 ] |
| M                                                                     | Séminaire Saint-Alphonse                                                 | Téléverser                                                   | Sainte-Anne-de-Beaupré | 10026, avenue Royale          | 47.02525 -70.927278   | 10180  |                      | MH cité                   | 2 avril 2001                             |        |
| M                                                                     | Calvaire du cimetière de Sainte-Brigitte-de-Laval                        | Calvaire du cimetière de Sainte-Brigitte-de-Laval            | Sainte-Brigitte-de-Laval |                               | 47.001389 -71.193306  | 9646   |                      | MH cité                   | 14 février 2005                          |        |
| M                                                                     | Calvaire Jean-Gagnon                                                     | Calvaire Jean-Gagnon                                         | Sainte-Brigitte-de-Laval | Avenue Sainte-Brigitte        | 47.035278 -71.177722  | 9652   |                      | MH cité                   | 14 février 2005                          |        |
| M                                                                     | Calvaire Léonidas-Lachance                                               | Calvaire Léonidas-Lachance                                   | Sainte-Brigitte-de-Laval | Avenue Sainte-Brigitte        | 46.967222 -71.207472  | 9653   |                      | MH cité                   | 14 février 2005                          |        |
| M                                                                     | Croix lumineuse de Sainte-Brigitte-de-Laval                              | Croix lumineuse de Sainte-Brigitte-de-Laval                  | Sainte-Brigitte-de-Laval |                               | 47.009861 -71.190667  | 8413   |                      | MH cité                   | 14 février 2005                          |        |
| P                                                                     | Chapelle de procession de Sainte-Famille                                 | Chapelle de procession de Sainte-Famille                     | Sainte-Famille | Chemin Royal                  | 46.971472 -70.964472  | 11997  | 1790 et 1850 (entre) | MH classé                 | 16 décembre 1981                         | [ 19 ] |
| P                                                                     | Église de Sainte-Famille                                                 | Église de Sainte-Famille                                     | Sainte-Famille | Chemin Royal                  | 46.973417 -70.962306  | 8860   |                      | MH classé                 | 4 février 1980                           | [ 19 ] |
| P                                                                     | Maison Gagnon                                                            | Maison Gagnon                                                | Sainte-Famille | 4403, chemin Royal            | 46.994361 -70.926056  | 1741   |                      | MH classé                 | 1961                                     | [ 19 ] |
| P                                                                     | Maison Morisset                                                          | Maison Morisset                                              | Sainte-Famille | 4417, chemin Royal            | 46.994722 -70.925635  | 9336   | 1678                 | MH classé                 | 7 juin 1962                              | [ 19 ] |
| M                                                                     | Petite école du 4e Rang                                                  | Petite école du 4e Rang                                      | Shannon | 90, rue Saint-Patrick         | 46.889917 -71.522417  | 11980  |                      | MH cité                   | 6 juin 2005                              |        |
| M                                                                     | Place de l'Église-Saint-Edmond-de-Stoneham                               | Place de l'Église-Saint-Edmond-de-Stoneham                   | Stoneham-et-Tewkesbury | 117, 1re Avenue               | 46.999167 -71.363528  | 11066  |                      | SP constitué              | 12 novembre 2007                         |        |
| F                                                                     | Arrondissement historique du Vieux-Wendake                               | Arrondissement historique du Vieux-Wendake                   | Wendake |                               | 46.856985 -71.355879  | 15907  |                      | LHN                       | 15 novembre 2000                         |        |
| P                                                                     | Église de Notre-Dame-de-Lorette                                          | Arrondissement historique du Vieux-Wendake                   | Wendake | Boulevard Maurice-Bastien     | 46.856194 -71.354639  | 9123   |                      | MH classé                 | 3 janvier 1957                           | [ 23 ] |
| F                                                                     | Église Notre-Dame-de-Lorette                                             | Arrondissement historique du Vieux-Wendake                   | Wendake | Boulevard Maurice-Bastien     | 46.856194 -71.354639  | 15153  |                      | LHN                       | 15 juin 1981                             | [ 24 ] |